# Prievaly
Prievaly (in ungherese Sándorfa, in tedesco Schandorf) è un comune della Slovacchia facente parte del distretto di Senica, nella regione di Trnava.